# NGC 5114
NGC 5114 est une galaxie lenticulaire située dans la constellation du Centaure. Sa vitesse par rapport au fond diffus cosmologique est de 3 866 ± 28 km/s, ce qui correspond à une distance de Hubble de 57,0 ± 4,0 Mpc (∼186 millions d'al). NGC 5114 a été découverte par l'astronome britannique John Herschel en 1836.
À ce jour, trois mesures non basées sur le décalage vers le rouge (redshift) donnent une distance de 44,667 ± 4,960 Mpc (∼146 millions d'al), ce qui est à l'extérieur des valeurs de la distance de Hubble. Notons que c'est avec la valeur moyenne des mesures indépendantes, lorsqu'elles existent, que la base de données NASA/IPAC calcule le diamètre d'une galaxie et qu'en conséquence le diamètre de NGC 4114 pourrait être d'environ 48,6 kpc (∼159 000 al) si on utilisait la distance de Hubble pour le calculer.

## Groupe d'IC 4296
Selon A. M. Garcia, NGC 5114 fait partie du groupe d'IC 4296. Ce groupe de galaxies compte au moins 15 membres, dont NGC 5140, NGC 5193, NGC 5215B, NGC 5215A, IC 4296 et IC 4299.